# Perpetua Hanfeld
Perpetua Hanfeld SSpS (* 8. Juli 1879 als Maria Margaretha Hanfeld in Quendorf, Grafschaft Bentheim; † 18. März 1943 in der Bismarcksee) war eine deutsche römisch-katholische Ordensfrau, Missionsschwester und Märtyrin.

## Leben
Maria Margaretha Hanfeld war das vierte von sechs Kindern eines Zimmermeisters. Am 23. November 1901 trat sie im Alter von 22 Jahren als Kandidatin in Steyl in das Missionshaus St. Michael der Steyler Missionsschwestern ein und begann am 8. Dezember 1902 das Noviziat unter dem Ordensnamen Perpetua (nach der Märtyrin  Perpetua). 1904 legte sie in Steyl ihre Ersten Gelübde ab. Am 22. Juni 1908 reiste sie in die Papua-Neuguinea-Mission nach Alexishafen, wo sie am 7. Mai 1911 ihre Ewigen Gelübde ablegte. Sie wirkte in mehreren Missionsstationen (ab 1923 als Oberin). Nach der Besetzung Neuguineas durch die japanischen Invasionstruppen wurde sie am 18. März 1943 zusammen mit Bischof Josef Lörks und zahlreichen weiteren Missionaren und Ordensschwestern auf dem Zerstörer Akikaze hingerichtet und ins Meer geworfen.

## Gedenken
Die Römisch-katholische Kirche in Deutschland hat Schwester Perpetua Hanfeld als Märtyrin in das deutsche Martyrologium des 20. Jahrhunderts aufgenommen.